# Dangereuse Attraction (film)
Pour plus de détails, voir Fiche technique et Distribution.
Dangereuse Attraction (Broken Vows) est un film américain réalisé par Bram Coppens, sorti en 2016.

## Synopsis
En week-end à la Nouvelle-Orléans avec ses amies avant d'épouser Michael, Tara est séduite par Patrick, un barman ténébreux avec qui elle passe une nuit.
À son réveil, elle découvre, affolée, son prénom tatoué sur le bras de Patrick et rentre à Miami en oubliant son téléphone.
Prise de remords d'avoir trompé son fiancé, Tara voit débarquer Patrick chez elle et comprend qu'elle a affaire à un homme profondément psychotique…

## Fiche technique
- Réalisation : Bram Coppens
- Scénario : Jim Agnew et Sean Keller
- Photographie : Kees Van Oostrum
- Musique : David Julyan
- Pays d'origine :  États-Unis
- Langue originale : anglais
- Durée : 110 minutes
- Dates de sortie :
  - Allemagne : 22 septembre 2016 (première mondiale - sorti directement en DVD)
  - France : directement diffusé le 3 octobre 2016 sur M6
  - États-Unis : 11 octobre 2016

## Distribution
- Wes Bentley (VF : Damien Boisseau) : Patrick
- Jaimie Alexander (VF : Ingrid Donnadieu) : Tara
- Cam Gigandet (VFB : Alexandre Crépet) : Michael
- Alexandra Breckenridge (VFB : Maia Baran) : Debra
- Astrid Bryan (VFB : Laetitia Liénart) : Justine
- Matt Riedy (VFB : Robert Guilmard) : M. Bloom
- René Ashton : Mme Bloom
- Emily Robinson (VFB : Sandrine Henry) : Annie Bloom
- Alex Ladove : Emily

 Source et légende : version française (VF) sur RS Doublage